# Boisjean
Boisjean is een gemeente in het Franse departement Pas-de-Calais (regio Hauts-de-France). De gemeente telt 437 inwoners (1999) en maakt deel uit van het arrondissement Montreuil.

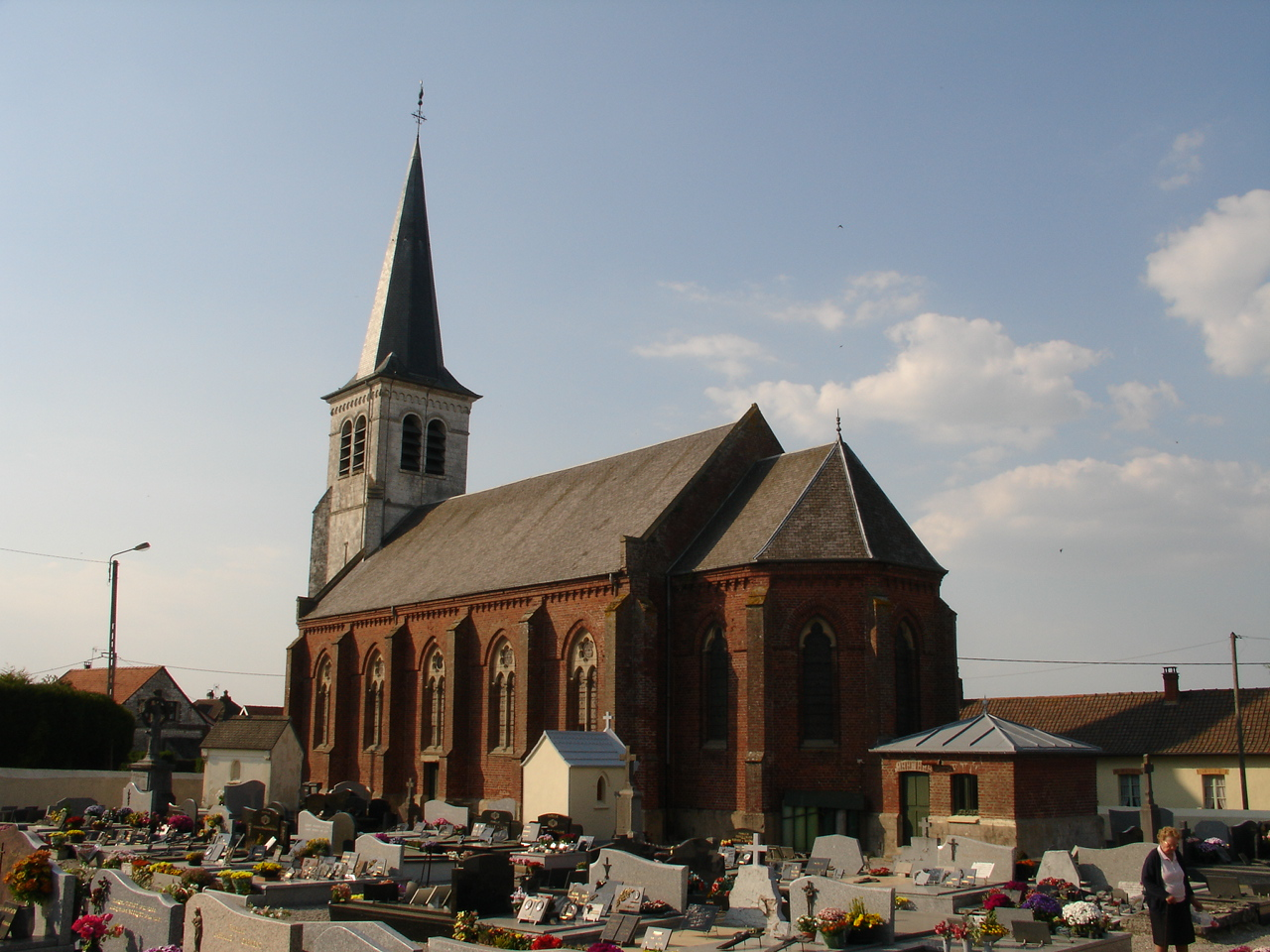
Église de la Nativité-de-Notre-Dame

## Geschiedenis
Oude vermeldingen van de plaats gaan terug tot de 13de eeuw als Nemus Johannis en Boscus Johannis.
Op het eind van het ancien régime werd Boisjean een gemeente. In 1834 werd de gemeente Saint-André-au-Bois opgeheven en verdeeld onder de gemeenten Boisjean, Campagne-lès-Hesdin, Maresquel en Gouy. De gemeente Saint-André-au-Bois omvatte nog de site van de abdij van Saint-André-aux-Bois, die bij de Franse Revolutie was verdwenen, en vroegere hoeves en gronden die van de abdij afhankelijk waren. Bij Boisjean werden de hoeve en gronden van Bloville aangehecht.

## Geografie
De oppervlakte van Boisjean bedraagt 12,9 km², de bevolkingsdichtheid is 33,9 inwoners per km². In het noordoosten van de gemeente ligt de hoevesite van Bloville. In het oosten ligt het gehucht L'Aiguille. Ten zuiden van het dorpscentrum van Boisjean ligt het gehucht Bois Huré, bestaande uit Grand Bois Huré en Petit Bois Huré.
De onderstaande kaart toont de ligging van Boisjean met de belangrijkste infrastructuur en aangrenzende gemeenten.

## Bezienswaardigheden
- De Église de la Nativité-de-Notre-Dame

## Demografie
Onderstaande figuur toont het verloop van het inwonertal (bron: INSEE-tellingen).